# Kościół Matki Bożej Nieustającej Pomocy w Jeleniej Górze
Kościół Matki Bożej Nieustającej Pomocy w Jeleniej Górze – kościół parafialny należący do Kościoła Polskokatolickiego w RP. Mieści się w jeleniogórskiej dzielnicy Cieplice Śląskie-Zdrój, w województwie dolnośląskim.

## Historia
Jest to dawna świątynia ewangelicka. W 1869 parafia zakupiła plac pod budowę kościoła. Poświęcenie budowli odbyło się w dniu 25 września 1870. Po 1945 kościół został przejęty przez parafię polskokatolicką. W latach 1998–2000 świątynia została wyremontowana oraz wzbogacona o małą sygnaturkę na dachu dzięki wysiłkom wspólnoty parafialnej.

## Architektura i wyposażenie
Budowla została wzniesiona na planie prostokąta. Od strony północnej przylega do niego pięciokątna absyda. Wnętrze jest salowe i nakrywa je sklepienie kolebkowe. Elewacje kościoła są podzielone przez lizeny, okna są wysokie i proste, zakończone łukami pełnymi. Pod gzymsem znajduje się fryz o kształcie zygzakowatym, oddzielający od siebie trójkątne szczyty udekorowane podobnym fryzem. Wyposażenie budowli nie jest bogate – barokowy ołtarz główny pochodzi z bliżej nieokreślonego kościoła. Empora organowa, ambona i witraże pochodzą zapewne z czasów budowy świątyni.